# Baron Haussmann
Georges Eugène Haussmann bedre kendt som baron Haussmann (født 27. marts 1809 i Paris' 8. arrondissement, død 11. januar 1891 samme sted) var en fransk byplanlægger. Han havde ansvaret for Paris' nye byplan, som blev gennemført mellem 1853 og 1870.

## Tidlige år
Samtidig med sine jurastudier fulgte han musikundervisning på musikkonservatoriet i Paris. Efter færdige jurastudier blev han udnævnt til underpræfekt i Nérac, derefter præfekt i Var og fra 1853 i Seine. Han blev udnævnt til senator i 1857, ridder af æreslegionen i 1862 og medlem af Académie des Beaux-Arts i 1867.

## Byplanlægning
Som præfekt i Seine-departementet med ansvar for hovedstaden tog Haussmann straks fat på arbejdet med at tegne en ny byplan for Paris og således opfylde Napoleon IIIs ønske om en moderne hovedstad. Hovedtanken var at få en by med en bedre trafikafvikling, samt en helsemæssig sundere by med bedre luftudskiftning. En bagtanke var også at forebygge folkelige oprør, som dem man havde set i 1830 og 1848.
Haussmann var optaget af rette linjer og akser, og han gik hårdhændet til værks for at gennemføre sin storstilede plan. Et stort antal kvarterer med ældre bebyggelse – meget af det gammelt og af historisk interesse – forsvandt. Nogle akser, som var anlagt tidligere under Ludvig XIV, blev udvidet til "Les Grands Boulevards". Han lod flere akser mødes på tronpladsen, som blev til den nye Place de l'Étoile (i dag Place Charles de Gaulle).
Flere nye parker og haver blev anlagt som rekreationsområder for pariserne, som fx Montsouris-parken. Mange ældre og nyere parker blev integreret i de nye akser for at skabe storslåede virkninger.
Der blev givet strenge regler for byggehøjde og arkitektonisk udformning på nye lejegårde og boliger. For øvrigt var det et mål at fremhæve de mange monumentalbygninger i byen. Flere akser blev anlagt med et sådant sigte. Nye monumentale bygninger blev også rejst som fx Opéra Garnier.
Systemer for vand og afløb blev anlagt parallelt.
Byggearbejderne blev meget kostbare; Napoleon III bevilgede et beløb på 250 mil. francs i 1865 og nye 260 mil. i 1869. I alt berørte baron Haussmanns plan 60 % af Paris.
Også juridisk og økonomisk var metoderne, som blev taget i brug, meget hårdhændede og lidet demokratiske. Det blev vedtaget ekspropriationslove, som kun i liden grad tilgodeså de mange mindre grundejere, som blev berørt, og mange af dem gik konkurs. I tillæg blev reglerne for nybyggeri sat til en sådan standard, at de udelukkede store dele af den parisiske middelklasse. Det opstod en bølge af ejendomsspekulationer, som nogle få berigede sig på.
Etter stormfulde debatter i parlamentet i 1867 blev der sat visse restriktioner på arbejderne, som indtil da var foregået uden særlig parlamentarisk kontrol.
Efter pres fra blandt andet premierminister Émile Ollivier blev Haussmann fjernet fra embedet lige før Napoleon III's fald, og han blev udnævnt til sendemand for Korsika. Haussmann forblev bonapartist også under den tredje franske republik. De sidste år af sit liv brugte han på at skrive sine memoirer. Han er gravlagt på Cimetière du Père-Lachaise i Paris.

## Værker
- Mémoires du Baron Haussmann. Grands travaux de Paris, 1890-1893